# Richmond Park (circonscription britannique)
Circonscription parlementaire de la Chambre des communes
Richmond Park est une circonscription électorale anglaise représentée à la Chambre des communes du Parlement britannique.
Elle est située dans le sud-ouest du Grand Londres et doit son nom au parc de Richmond.

## Histoire
La circonscription de Richmond Park est créée en 1997 à partir des anciennes circonscriptions de Richmond and Barnes et Kingston-upon-Thames. Depuis sa création, elle a toujours élu des députés libéraux-démocrates, sauf en 2010 et 2015, années qui ont vu la victoire du conservateur Zac Goldsmith.
Goldsmith démissionne en 2016 pour protester contre le projet d'agrandissement de l'aéroport de Londres-Heathrow. Lors de l'élection partielle qui s'ensuit, il se présente comme candidat indépendant, mais bénéficie du soutien du Parti conservateur et de UKIP. Il est battu par la libérale-démocrate Sarah Olney, soutenue par les Verts, dont la campagne est axée sur l'opposition au Brexit : en effet, Goldsmith soutient la sortie du Royaume-Uni de l'Union européenne alors que la circonscription a voté en majorité contre lors du référendum de juin 2016.
Goldsmith, néanmoins, est ré-choisi comme candidat conservateur en 2017 et peut défait la libérale-démocrate Olney pour regagner la circonscription.

## Géographie
La circonscription comprend :
- La partie est du borough londonien de Richmond upon Thames (sur la rive droite de la Tamise)
- La partie nord du Borough royal de Kingston upon Thames
- Les quartiers de Barnes, Coombe, East Sheen, Ham, Kew, Kingston Vale, Mortlake, North Sheen, Petersham et Richmond, et partie des quartiers de Kingston upon Thames et New Malden

## Députés
Les Members of Parliament (MPs) de la circonscription sont :
| Législature                                                        | Années       | Député       | Député            | Parti             |
| ------------------------------------------------------------------ | ------------ | ------------ | ----------------- | ----------------- |
| Richmond Park issue de Richmond and Barnes et Kingston-upon-Thames |              |              |                   |                   |
| 52e                                                                | 1997–2001    |              | Jenny Tonge       | Libéral-démocrate |
| 53e                                                                | 2001–2005    |              | Jenny Tonge       | Libéral-démocrate |
| 54e                                                                | 2005–2010    | Susan Kramer |                   | Libéral-démocrate |
| 55e                                                                | 2010–2015    |              | Zac Goldsmith     | Conservateur      |
| 56e                                                                | 2015–2016    |              | Zac Goldsmith     | Conservateur      |
| 56e                                                                | 2016-2017    |              | Sarah Olney       | Libéral-démocrate |
| 57e                                                                | 2017–2019    |              | Zac Goldsmith (2) | Conservateur      |
| 58e                                                                | 2019–Présent |              | Sarah Olney (2)   | Libéral-démocrate |

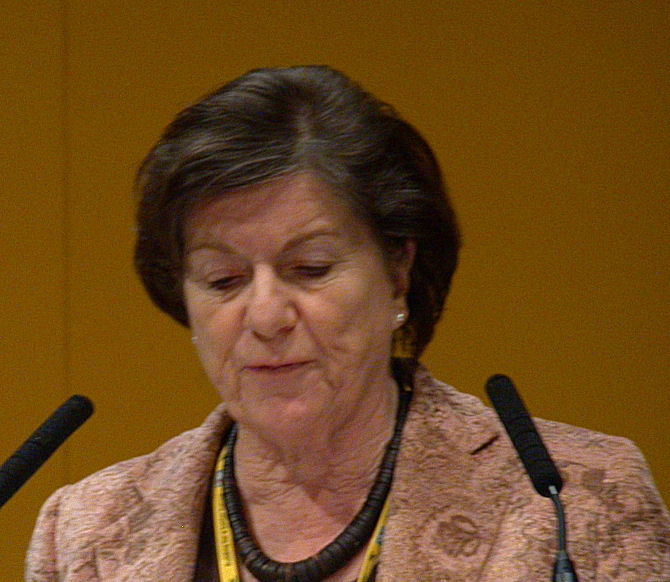
Jenny Tonge (1997-2005)
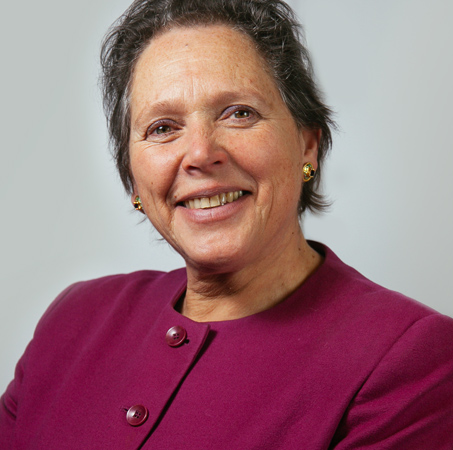
Susan Kramer (2005-2010)
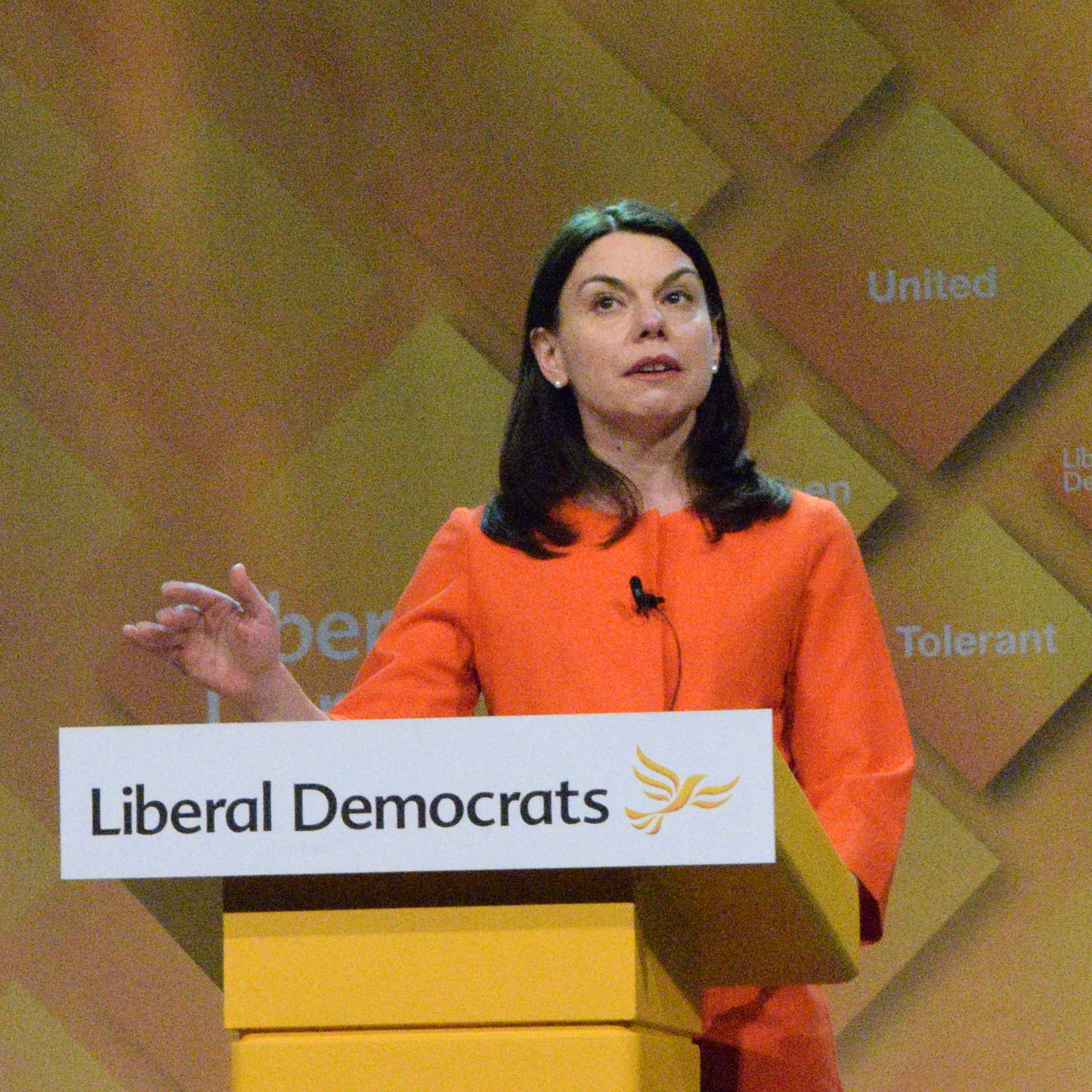
Sarah Olney (2016-2017 et depuis 2019)
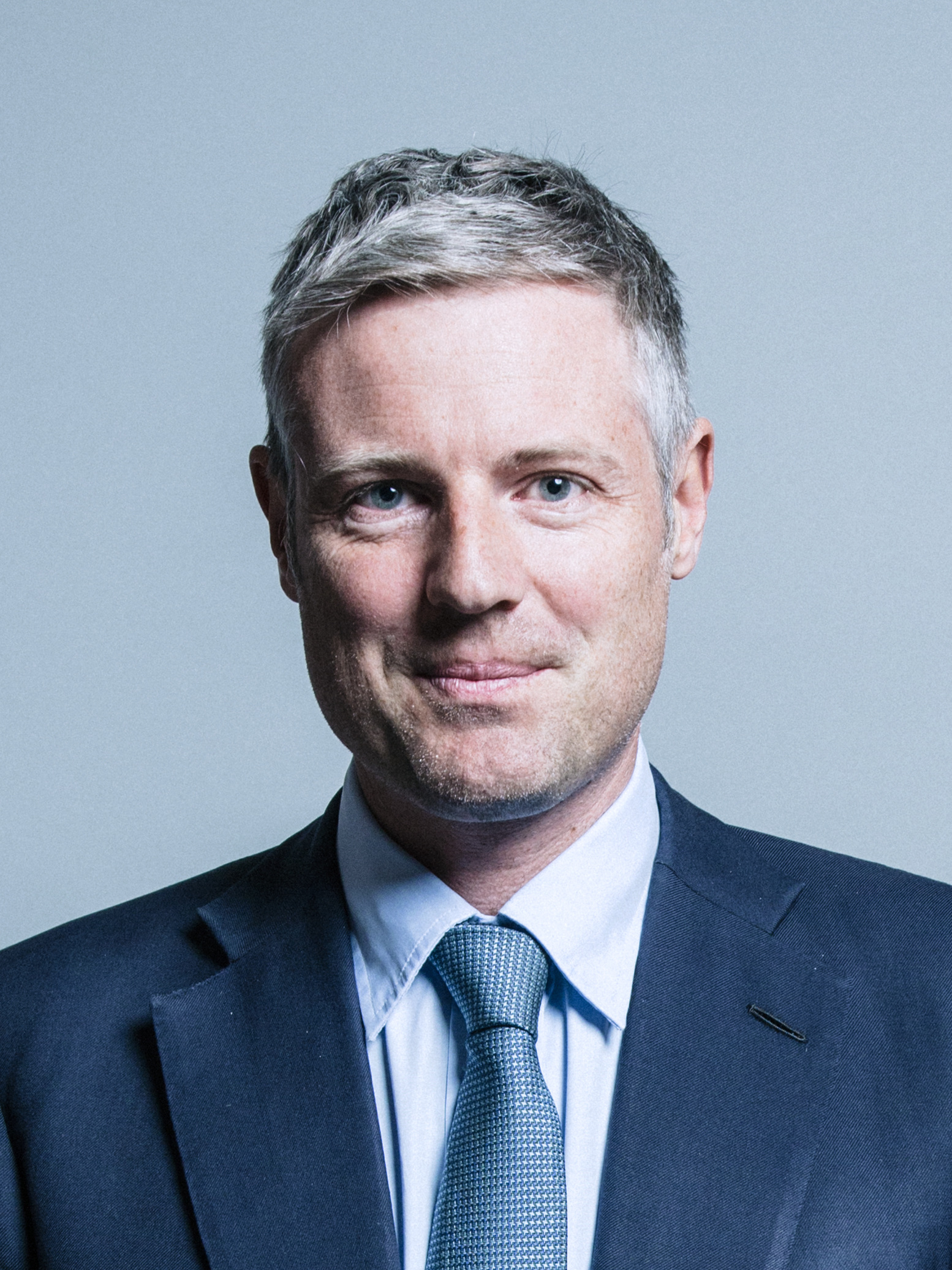
Zac Goldsmith (2010-2016 et 2017-2019)